# Tom Buckingham
Tom Buckingham (25 de febrero de 1895 – 7 de septiembre de 1934) fue un director y guionista cinematográfico de nacionalidad estadounidense, activo principalmente en la época del cine mudo.

## Biografía
Nacido en Chicago, Illinois, inició su carrera cinematográfica trabajando para Triangle Film Corporation en 1917 como director de fotografía de Indiscreet Corinne, un film interpretado por Olive Thomas. Al año siguiente actuó en The Atom, de Frank Borzage, pero su actividad como intérprete se limitó a tres películas. Continuó como director de fotografía hasta 1920, participando en la realización de 24 filmes. Pero su carrera se centró en la escritura de guiones y en la dirección cinematográfica. El primer film que escribió y dirigió fue, en 1920, The Tale of the Dog, para Century Film, una pequeña productora activa desde 1916 a 1929. Trabajó con Larry Semon, con Natacha Rambova (la segunda esposa de Rodolfo Valentino) y con actores como Viola Dana, Billie Dove, Chester Morris, Pauline Starke y Nita Naldi.
Mickey Rooney debutó en 1926 en un cortometraje dirigido por Buckingham, Not to Be Trusted, y Myrna Loy hizo su primer en la pantalla con un papel de mujer fatal en What Price Beauty? (1925).
Cock of the Air, producida en 1932 por Howard Hughes, fue la última película que Tom Buckingham dirigió.
Tom Buckingham falleció en 1934, a los 39 años de edad, a causa de las complicaciones surgidas tras una intervención quirúrgica.

## Filmografía

### Director
| - The Tale of the Dog (1920) - Home Brew (1920) - Should Waiters Marry? (1920) - A One Cylinder Love Riot (1920) - Should Tailors Trifle? (1920) - Twin Crooks (1920) - Laughing Gas (1920) - His Fearful Finish (1921) - Fresh from the Farm (1921) - Tough Luck (1921) - The Kid's Pal (1921) - A Dollar's Worth (1921) - For Sale (1921) - Pals (1921) - Smart Alec (1921) - In Again (1921) - The Dumb Bell (1921) - Please Be Careful (1922) - One Horse Town (1922) - Two of a Kind (1922) - No Brains (1922) - Off His Beat (1922) - Puppy Love (1922) - Golf (1922) - The Kickin' Fool (1922) | - The Agent (1922) - Roaring Lions on a Steamship (1923) - The Rain Storm (1923) - The Explorers (1923) - The Two Johns (1923) - Up in the Air (1923) - Arabia's Last Alarm (1923) - Arizona Express (1924) - The Cyclone Rider (1924) - Troubles of a Bride (1924) - What Price Beauty? (1925) - Forbidden Cargo (1925) - His Own Lawyer (1926) - Ladies of Leisure (1926) - Tony Runs Wild (1926) - He Forgot to Remember (1926) - Easy Payments (1926) - Marry Month of May (1926) - Not to Be Trusted (1926) - The Last Word (1927) - Lure of the Night Club (1927) - Land of the Lawless (1927) - Crashing Through (1928) - Cock of the Air (1932) |

### Guionista
| - The Tale of the Dog, de Tom Buckingham (1920) - Home Brew, de Tom Buckingham (1920) - Should Waiters Marry?, de Thomas Buckingham (1920) - A One Cylinder Love Riot, de Thomas Buckingham (1920) - Should Tailors Trifle?, de Thomas Buckingham (1920) - Twin Crooks, de Thomas Buckingham (1920) - Laughing Gas, de Thomas Buckingham(1920) - His Fearful Finish, de Thomas Buckingham (1921) - Fresh from the Farm, de Thomas Buckingham (1921) - Tough Luck, de Thomas Buckingham (1921) - The Kid's Pal, de Thomas Buckingham (1921) - A Dollar's Worth, de Thomas Buckingham (1921) - For Sale, de Thomas Buckingham (1921) - Pals, de Thomas Buckingham (1921) - Smart Alec, de Thomas Buckingham (1921) - In Again, de Thomas Buckingham (1921) - The Dumb Bell, de Thomas Buckingham (1921) - One Horse Town, de Thomas Buckingham (1922) - Two of a Kind, de Thomas Buckingham (1922) | - No Brains, de Thomas Buckingham (1922) - Off His Beat, de Thomas Buckingham (1922) - Golf, de Thomas Buckingham (1922) - The Kickin' Fool, de Thomas Buckingham (1922) - The Agent, de Thomas Buckingham (1922) - The Two Johns, de Thomas Buckingham (1923) - Troubles of a Bride (1924) - Officer O'Brien, de Tay Garnett (1930) - L'isola dell'inferno, de Edward Sloman (1930) - Her Man, de Tay Garnett (1930) - The Painted Desert, de Howard Higgin (1931) - Bad Company, de Tay Garnett (1931) - Tom Brown of Culver, de William Wyler (1932) - Destination Unknown, de Tay Garnett (1933) - He Was Her Man, de Lloyd Bacon (1934) - The Circus Clown, de Ray Enright (1934) - The Secret Bride, de William Dieterle (1934) - Stage Struck, de Busby Berkeley (1936) - The Spirit of Culver, de Joseph Santley (1939) |

### Director de fotografía
| - Indiscreet Corinne, de John Francis Dillon (1917) - The Maternal Spark, de Gilbert P. Hamilton (1917) - Captain of His Soul, de Gilbert P. Hamilton (1918) - A Soul in Trust, de Gilbert P. Hamilton (1918) - The Vortex, de Gilbert P. Hamilton (1918) - Everywoman's Husband, de Gilbert P. Hamilton (1918) - Heroic Ambrose, de Mack Swain (1919) - Baffled Ambrose, de Mack Swain (1919) - Ambrose's Visit, de Mack Swain (1919) - Ambrose's Vacation, de Mack Swain (1919) - Ambrose's Predicament, de Mack Swain (1919) - Ambrose's Matrimonial Mixup, de Mack Swain (1919) | - Daddy Ambrose, de Mack Swain (1919) - Ambrose's Day Off, de Walter S. Fredericks (1919) - Nimrod Ambrose, de Mack Swain (1920) - Innocent Ambrose, de Mack Swain (1920) - Gemini Ambrose, de Mack Swain (1920) - Ambrose's Winning Ways, de Mack Swain (1920) - Ambrose's Bungled Bungalow, de Mack Swain (1920) - Ambrose in Turkey, de Mack Swain (1920) - Ambrose in Bad, de Mack Swain (1920) - Ambrose and the Bathing Girls, de Mack Swain (1920) - All Wrong Ambrose, de Mack Swain (1920) - Up in Mary's Atti, de William Watson (1920) |

### Actor
| - The Atom, de Frank Borzage (1918) - The Reckoning Day, de Roy Clements (1918) | - Should Tailors Trifle?, de Tom Buckingham (1920) |